# Pseudopilanus fernandezianus
Espèce
Pseudopilanus fernandezianus est une espèce de pseudoscorpions de la famille des Chernetidae.

## Distribution
Cette espèce est endémique de l'archipel Juan Fernández au Chili. Elle se rencontre sur l'île Alejandro Selkirk.

## Description
L'holotype mesure 1,8 mm.

## Étymologie
Son nom d'espèce lui a été donné en référence au lieu de sa découverte, l'archipel Juan Fernández.

## Publication originale
- Beier, 1957 : Los Insectos de las Islas Juan Fernandez. 37. Die Pseudoscorpioniden-Fauna der Juan-Fernandez-Inseln (Arachnida Pseudoscorpionida). Revista Chilena de Entomología, vol. 5, p. 451-464 (texte intégral).